# Monzogabre

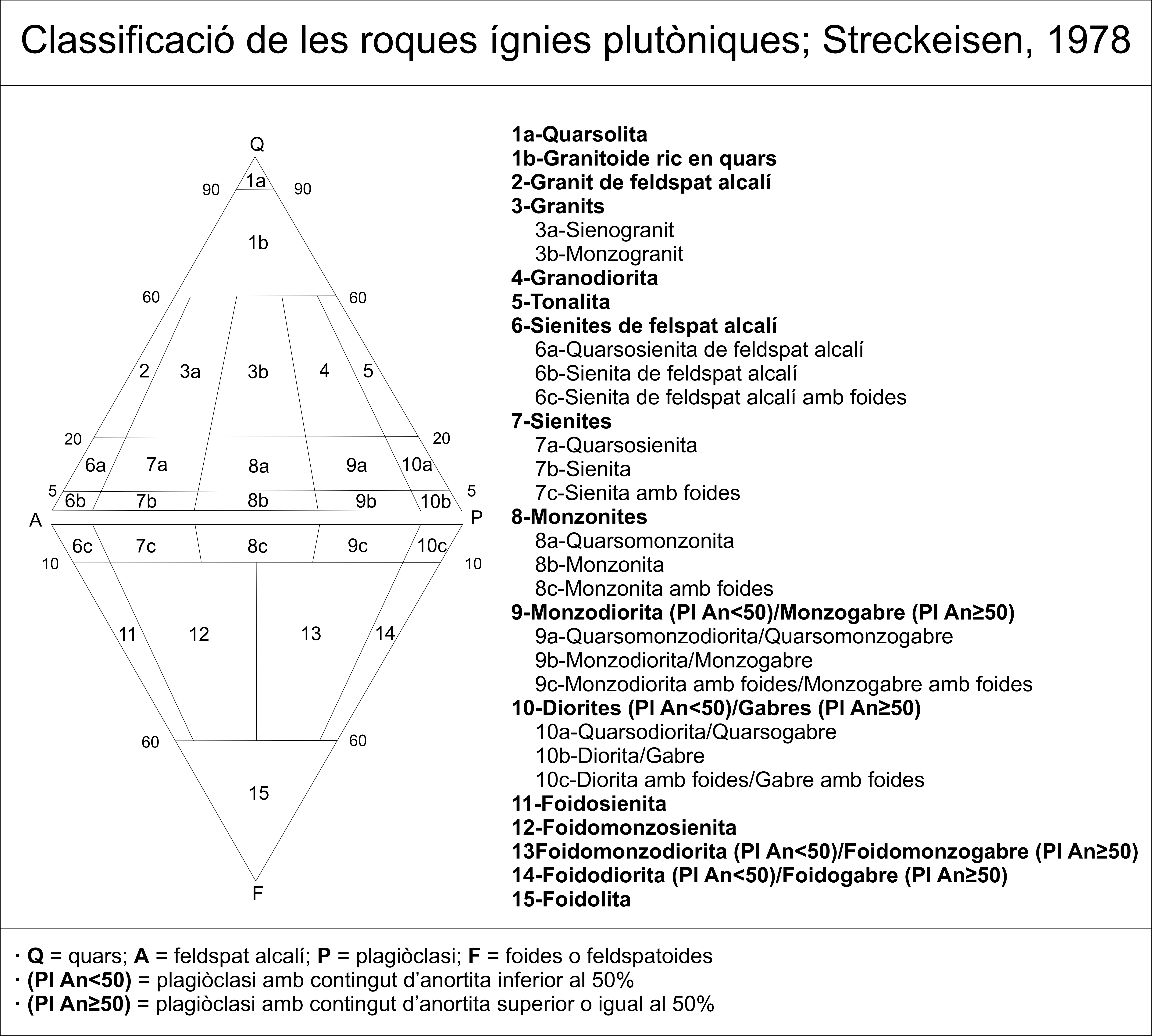
Classificació de les roques ígnies plutòniques segons Streckeisen 1978. El monzogabre es troba al lloc 9b.

El monzogabre és una roca plutònica granada, intermediària entre la monzonita i el gabre, amb poc quars (Q <5%) i plagiòclasi (An ≤ 50%) més abundant que el feldespat alcalí (A-P = 65-90%), definida modalment al camp 9 del diagrama QAPF de Streckeisen (vegeu la imatge).